# Liangshantriton taliangensis
Espèce
Statut de conservation UICN

 VU  : Vulnérable
Tylototriton taliangensis est une espèce d'urodèles de la famille des Salamandridae.

## Répartition
Cette espèce est endémique des monts Hengduan au Sud du Sichuan en Chine. Elle se rencontre entre 1 300 et 3 050 m d'altitude.

## Publications originales
- Fei, Ye & Jiang, 2012 : Colored Atlas of Chinese Amphibians and Their Distributions. Sichuan, China: Sichuan Publishing House of Science & Technology.
- Liu, 1950 : Amphibians of western China. Fieldiana, Zoology Memoires, vol. 2, p. 1-400 (texte intégral).